# Sarah Cook (Fußballspielerin)
Sarah Cook (* 26. September 1993 in Las Vegas, Nevada) ist eine US-amerikanisch-philippinische Fußballspielerin.

## Leben
Cook besuchte vier Jahre lang die Las Vegas High School und machte 2011 hier ihren High Schoolabschluss. Im Herbst 2011 schrieb sie sich für ihr Kinesiologie Major Studium an der California State University, Bakersfield ein. ihr Studium begann.

## Karriere
Cook begann ihre Karriere im Alter von 12 Jahren beim Neusport FC in Las Vegas, Nevada, mit dem sie zweimal die State Championship gewann. Während ihrer Zeit für Neusport spielte sie drei Jahre lang im Women’s Soccer Team der Las Vegas High School den Wildcats. Im Frühjahr 2008 wurde sie Mannschaftskapitänin für Neusport und wurde in das Nevada Olympic Development Program berufen. Es folgten drei weitere Jahre bis zu ihrem High-School-Abschluss, bevor sie sich studienbedingt den CSU Bakersfield Roadrunners anschloss.

### International
Cook wurde im Herbst 2012 erstmals für die Philippinische Fußballnationalmannschaft der Frauen für den LA Viking Cup nominiert. Sie spielte ihr offizielles Debüt im November 2012 im Rahmen der AFC Qualifikation für die Fußballweltmeisterschaft der Frauen 2015.